# مجموعه تاریخی قاضی آران
مجموعه تاریخی قاضی آران واقع در آران و بیدگل، مربوط به دوره سلجوقیان است که در ۱۰ کیلومتری شمال شرق کاشان واقع شده و این اثر در تاریخ ۳ اسفند ۱۳۷۷ با شمارهٔ ثبت ۲۲۲۵ به‌عنوان یکی از آثار ملی ایران به ثبت رسیده‌است.